# Phoenix Suns
Los Phoenix Suns (en español: Soles de Phoenix) son un equipo profesional de baloncesto de los Estados Unidos con sede en Phoenix, Arizona. Compiten en la División Pacífico de la Conferencia Oeste de la National Basketball Association (NBA) y disputan sus partidos como locales en el Footprint Center, ubicado en el centro de la ciudad de Phoenix.
Llegaron a la NBA en la expansión de ésta en 1968. En sus 51 años de historia, el equipo ha ganado 3 títulos de conferencia, 7 títulos de división y ha disputado tres Finales de la NBA, en 1976, 1993 y 2021, perdiendo las tres. Podrían considerarse sus jugadores más emblemáticos tanto al medallista olímpico Charles Barkley, contemporáneo a Michael Jordan, con quien disputó las finales de 1993, y compartió el denominado Dream Team de Estados Unidos en el año 1992; junto con el base Steve Nash, 2 veces consecutivas elegido MVP (2005 y 2006) de la NBA y 8 veces elegido para el All-Star Game. Es, además, el máximo asistente en la historia de la franquicia.

## Pabellones
- Arizona Veterans Memorial Coliseum, desde 1968 a 1992.
- Footprint Center (ex Phoenix Suns Arena, PHX Arena, Talking Stick Resort Arena, US Airways Center y America West Arena), desde 1992 hasta el presente.

## Historia

### 1968-1976: Fundación y primeros años
El 22 de enero de 1968, la NBA concedió la expansión de dos franquicias con sede en Phoenix y Milwaukee. Los Suns fueron el primer equipo de las grandes ligas profesionales que tuvo estado de Arizona. Los principales inversores de la franquicia de tenían lazos cercanos con la ciudad de Tucson, la segunda más poblada del estado: 

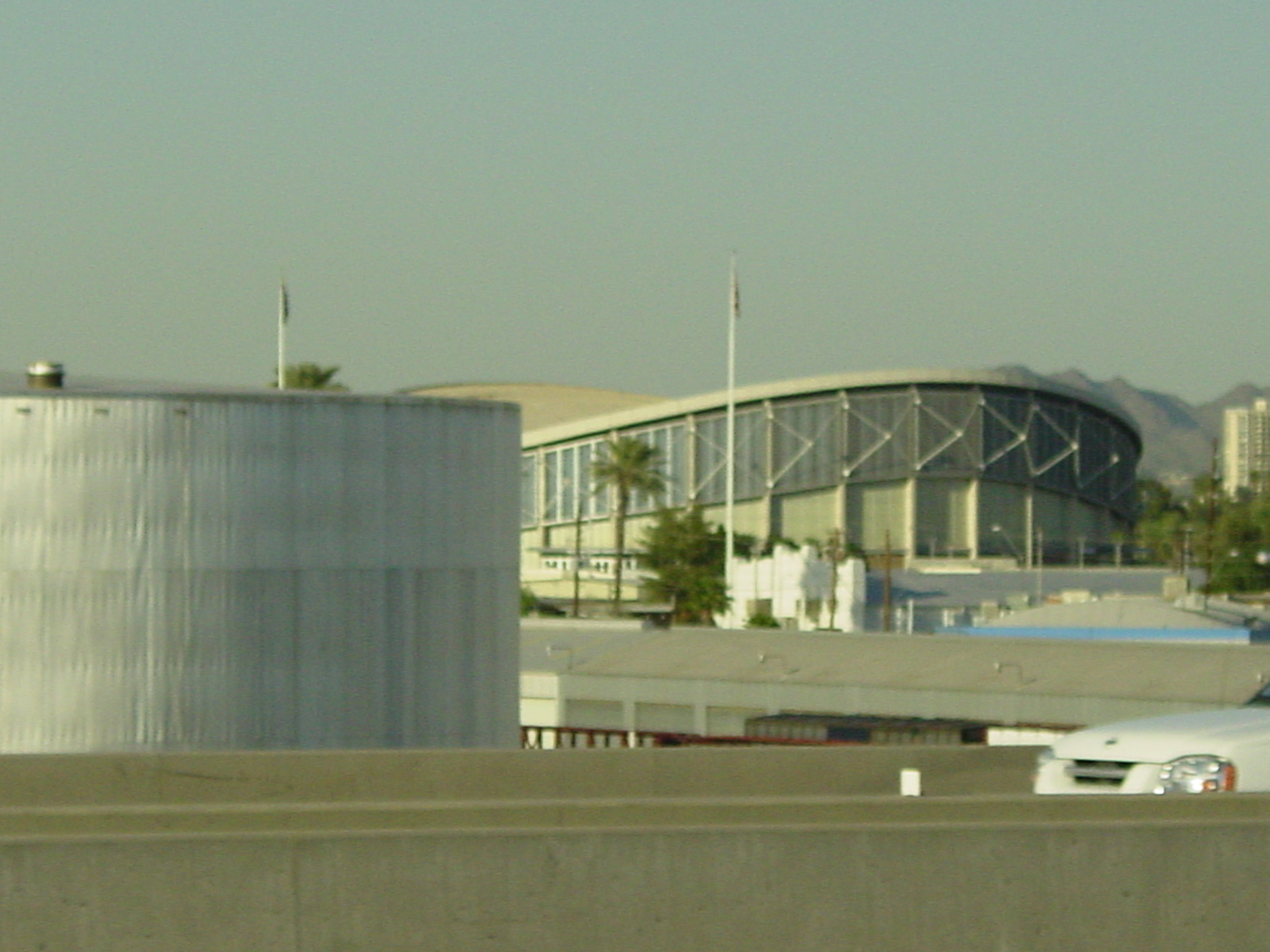
El Arizona Veterans Memorial Coliseum fue el pabellón de los Suns desde 1968 hasta 1992.

- Richard Bloch, un agente de bolsa y promotor inmobiliario del sur de California y residente en Tucson.
- Karl Eller, propietario de una importante empresa publicitaria y uno de los más importantes hombres de negocios de Phoenix. Fue un antiguo jugador de fútbol americano de la Universidad de Arizona.
- Donald Pitt, un abogado de Tucson.
- Don Diamond, un inversionista inmobiliario también de Tucson que finalmente reemplazaría a Eller en la dirección de la franquicia.

Los cuatro eran alumnos de la Universidad de Arizona. Además, otros inversores fueron los actores Andy Williams y Henry Mancini. Según la página oficial de Phoenix Suns, el logo fue diseñado por Stanley Fabe, propietario de una imprenta de Tucson, por 200 dólares. Como nombre se prefirió el de "Suns" sobre otros como Scorpions, Rattlers, Thunderbirds, Wranglers, Mavericks, Tumbleweeds, Mustangs o Cougars.
Los nuevos Suns eligieron como gerente general a Jerry Colangelo, por entonces directivo de Chicago Bulls, cuando tan solo contaba con 28 años. Colangelo a su vez contrató a Johnny "Red" Kerr para que ocupara el puesto de entrenador jefe de los Suns. En la temporada 1969-70, Colangelo se tuvo que encargar de dirigir algunos partidos. Cotton Fitzsimmons sustituyó a Colangelo como entrenador de los Suns en la temporada 1970-71. Bajo su mando, el equipo presenció su primera temporada con números positivos, terminando la misma con un récord de 48-34.
Fitzsimmons volvería a dirigir al equipo a finales de los años 1980. Era una persona muy querida por la afición de los Suns, un popular y exitoso entrenador, comentarista y directivo de la organización de Phoenix.
En los años 1970, los Suns experimentaron una época de suave éxito, combinando los talentos de jugadores como Dick Van Arsdale y su hermano gemelo Tom Van Arsdale, el "hall of fame" Connie Hawkins, Len "Truck" Robinson, Alvan Adams y el pívot Neal Walk. En 1976, los Suns terminaron la temporada con 42 victorias y 40 derrotas y sorprendentemente en los playoffs derrotaron a los vigentes campeones Golden State Warriors, para jugar en las Finales de la NBA ante Boston Celtics en una serie mítica, cayendo en 6 partidos. El quinto encuentro tuvo 3 prórrogas y está considerado por muchos como el mejor partido de la historia de la NBA, con el alero Gar Heard de los Suns anotando un tiro sobre la bocina para llevar el partido a la tercera prórroga en el Boston Garden.

### Escándalo de drogas; Colangelo toma el control
A finales de los años 1970 y a principios de los 80, los Suns disfrutaron de varias temporadas satisfactorias, jugando los playoffs durante 8 campañas consecutivas. Pero llegaron los problemas, tanto dentro como fuera de la cancha, a mediados de los 80. En 1987, la Oficina del Fiscal del condado de Maricopa implicó a 13 personas en cargos relacionados con las drogas, tres de ellas eran jugadores activos de los Suns (James Edwards, Jay Humphries y Grant Gondrezick). Estas acusaciones se basaron parcialmente en el testimonio del jugador estrella Walter Davis, quien fue declarado sin cargos. Ninguno de los acusados fue jamás a juicio. No obstante, el escándalo, a pesar de que estaba considerado como una caza de brujas, perjudicó la reputación de la franquicia en todo el país. El escándalo llevó a que el gerente general, Colangelo, liderase un grupo de inversores que compraron el equipo por 44 millones de dólares, un récord por aquellas fechas.
Con el escándalo de drogas y la pérdida del prometedor y joven pívot Nick Vanos, que murió en un accidente aéreo, la franquicia estaba en horas bajas. La adquisición de los jugadores procedentes de Cleveland Cavaliers Kevin Johnson, Mark West y Tyrone Corbin a cambio del ala-pívot Larry Nance mejoró sustancialmente el equipo. A estos se les unió en 1988 Tom Chambers, que venía de jugar en Seattle Supersonics, y la suerte de los Suns cambió radicalmente, entrando en una racha de 13 años jugando los playoffs. Kurt Rambis fue fichado tras su paso por Charlotte Hornets en 1989, y el equipo (entrenado por Fitzsimmons), en una eliminatoria impresionante, venció a Los Angeles Lakers en 5 partidos antes de caer eliminados a manos de los Portland Trail Blazers en las Finales de la Conferencia Oeste. En 1991, los Suns arrollaron con un récord de 55-27, aunque cayeron en la primera ronda de los playoffs frente a Utah Jazz por 3-1. En 1992, los Suns alcanzaron un récord de 53-29 en la temporada regular. Tras haber enviado a cuatro de sus jugadores al All-Star Game en los dos últimos años (Chambers, Johnson, Hornacek y Majerle), los Suns se conjuraron para ir directos a las Finales de la NBA. Pero una vez más, cayeron en 5 partidos contra los Trail Blazers en las Semifinales de Conferencia. A los Suns se les negó de nuevo la oportunidad de conseguir el anillo, pero en los próximos años disfrutaron de logros aún mayores.

### 1992-1996: La era de Charles Barkley
En 1992 los Suns se mudaron al nuevo pabellón situado en el centro de Phoenix, el America West Arena (ahora Footprint Center). Con este nuevo estadio, los Suns decidieron fichar jugadores de calidad y darle a la afición motivos para llenarlo. Y el primero fue la llegada del ala-pívot all-star Charles Barkley, que llegó de Philadelphia 76ers a cambio de Jeff Hornacek, Andrew Lang y Tim Perry. El traspaso de Barkley, una de las mayores estrellas nacionales de la NBA, a Phoenix, uno de los equipos acostumbrados a fichajes modestos, fue considerado toda una hazaña para la época. Muchos fanes de los Suns aseguraban que Barkley "ponía a Phoenix en el mapa". Barkley ganaría su primer y único premio MVP en su primer año en Phoenix en 1993.

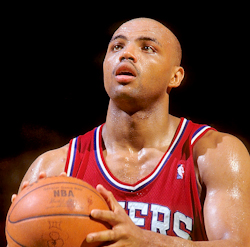
Charles Barkley se convirtió en la estrella de los Suns.

Además de Barkley, los Suns adquirieron otros jugadores clave para su plantilla, incluyendo Danny Ainge, ganador de dos campeonatos con Boston Celtics, y dos jóvenes promesas seleccionadas en el draft y procedentes de la Universidad de Arkansas, el pívot Oliver Miller y el alero Richard Dumas (que a pesar de ser elegido en el Draft de 1991 fue suspendido en su primer año por violar las políticas de la NBA con la droga). Los Suns tenían un equipo dinámico y difícil de parar.
Bajo el mandato del entrenador novato Paul Westphal (hasta el momento asistente de los Suns y, como jugador, miembro del equipo que llegó en 1976 a las Finales de la NBA), los Suns con Barkley, Majerle y Johnson a la cabeza llegaron a ganar 62 partidos ese año. Tras eliminar a los Lakers, los Spurs y los Sonics, los Suns llegaron hasta las Finales por segunda vez en la historia de la franquicia. Finalmente perdieron dramáticamente frente a Chicago Bulls, liderados por Michael Jordan y Scottie Pippen. Esta serie incluyó un partido con tres prórrogas, el tercero, que junto con el cuarto de las Finales de 1976 se convertía en el único partido de tres prórrogas de la historia de los playoffs. Aproximadamente 300.000 fanes inundaron las calles de Phoenix celebrando una temporada memorable, a pesar de quedar subcampeones.
Los Suns continuaron teniendo un gran éxito en la liga regular, con un promedio de 178-68 entre las temporadas 1992-93, 1993-94 y 1994-95. El equipo reforzó su plantilla añadiendo jugadores como A.C. Green, Danny Manning, Elliot Perry y Wesley Person. A pesar de quedar campeones en la División Pacífico en 1995, los Suns fueron eliminados en las semifinales de la Conferencia Oeste a manos de Houston Rockets. En ambos años los Suns comenzaron la eliminatoria con una ventaja de dos victorias (2-0 en 1994, 3-1 en 1995) para que después los Rockets remontasen el resultado.
Al final de la temporada 1994-95, el gerente general de los Suns, Bryan Colangelo (hijo de Jerry) inició lo que sería un traspaso muy costoso, enviando al escolta all star Dan Majerle y una elección de primera ronda del draft a Cleveland Cavaliers a cambio de John "Hot Rod" Williams. Majerle era uno de los favoritos de los aficionados del equipo, así como uno de los más queridos en el vestuario. El traspaso se llevó a cabo debido a la necesidad vital que tenían los Suns de un pívot, pero al final el equipo acabó echando de menos la presencia de Majerle y el rendimiento de Williams nunca fue el esperado.
La temporada 1995-96 fue bastante decepcionante para los Suns, con un balance final de 41-41 y siendo eliminados en la primera ronda de los playoffs por San Antonio Spurs. Westphal fue despedido a mitad de la temporada y reemplazado una vez más por Fitzsimmons. Por si fuera poco, sus malas relaciones con los despachos y la imposibilidad de ganar algún campeonato llevó a Charles Barkley a abandonar el equipo rumbo a Houston a cambio de Sam Cassell, Robert Horry, Mark Bryant y Chucky Brown. El traspaso resultó ser igual de improductivo para ambos equipos. Los mejores años de Barkley habían pasado y su habilidad física se había visto muy reducida. En cuanto a los Suns, tres de los cuatro jugadores fichados no pertenecían a la franquicia sólo un año después, además de que los dos jugadores con más talento (Horry y Cassell) tenían constantemente roces con el entrenador y parecían ser una mala influencia para el vestuario.
En el Draft de la NBA de 1996 los Suns utilizaron su 15.ª elección para escoger al base Steve Nash, de Canadá. Una vez escuchados los resultados del draft, los fanes de los Suns mostraron su desacuerdo por elegir un jugador relativamente desconocido, ya que no había jugado en ninguna universidad. Durante sus primeras dos temporadas en la NBA, Nash jugó de reserva por detrás de los bases estrella Jason Kidd y Kevin Johnson. El 25 de junio de 1998 Nash fue traspasado a los Mavericks a cambio de Martin Müürsepp, Bubba Wells, los derechos de Pat Garrity y una elección de primera ronda que después se usó para elegir a Shawn Marion.

### 1997-2004
Tras el acuerdo, los Suns empezaron la temporada 1996-97 con un miserable inicio de 0-13, siendo el peor comienzo en la historia de la franquicia. Durante la 13.ª derrota consecutiva Fitzsimmons abandonó su cargo en mitad del partido y el por entonces jugador Danny Ainge tuvo que ocupar su lugar.
Después de un altercado en la cancha entre Ainge y Horry, este último fue traspasado a los Lakers por el all-star Cedric Ceballos. Cassell fue enviado más tarde a Dallas para recibir al base all-star Jason Kidd. Con un quinteto mayoritariamente bajo, los Suns lograron una racha de 11 victorias consecutivas que les valió el pase a los playoffs de 1997, en una serie en la que cayeron ante los favoritos Sonics.
En la pretemporada de 1999-00 los Suns contrataron al All-Star Anfernee Hardaway (más conocido como "Penny" Hardaway), creando una gran expectación por ver la dupla Kidd-Hardaway, llamada "Backcourt 2000". De todas formas, la combinación de Hardaway y Kidd casi nunca fue llevada a cabo, ya que Hardaway se perdió un gran número de partidos a mitad de temporada y Kidd se rompió el codo antes de los playoffs de 2000, justo cuando Hardaway empezaba a volver de nuevo a la cancha. Una vez en los playoffs, los Suns sorprendieron a los favoritos Spurs dejándolos fuera con un 3-1 al mejor de cinco partidos. Aun así, incluso con el regreso de Kidd y su unión con Hardaway en la siguiente ronda, los Suns cayeron ante el posterior campeón, Los Angeles Lakers, por 4-1.
Los Suns continuaron apareciendo en los playoffs hasta la campaña 2001-02, donde no se clasificaron por primera vez en 14 años. Esta temporada estuvo marcada por el traspaso de Jason Kidd, debido en gran parte a un episodio de violencia doméstica que se hizo público, a los New Jersey Nets a cambio de Stephon Marbury. No obstante, los Suns pudieron elegir en el draft a Amare Stoudemire.
En la temporada 2003-04 los Suns volvieron a verse fuera de los playoffs. Siguiendo una de las peores pretemporadas en la historia de la franquicia, los Suns quedaron sentenciados nada más comenzar la liga regular. Convencidos de que el equipo no iba ninguna parte, los Suns hicieron un fuerte traspaso a mitad de temporada enviando a Stephon Marbury y Penny Hardaway a New York Knicks. Tras el traspaso los Suns continuaron sufriendo, aunque así al menos tuvieron oportunidad de jugar jóvenes estrellas del equipo.

### 2004-2012: La era de Steve Nash
La situación en Phoenix cambió mucho en el último lustro, pasando la franquicia de luchar por un puesto en playoffs a ser considerada una de las favoritas a ganar el título. Una de las claves en esta metamorfosis es la llegada del base de origen canadiense Steve Nash, que logró convertir a los Suns en el equipo más anotador y con más asistencias todos y cada uno de los años desde su fichaje, así como la contratación del entrenador Mike D'Antoni.

#### 2004-2005: Vuelve Nash y Phoenix resurge de sus cenizas

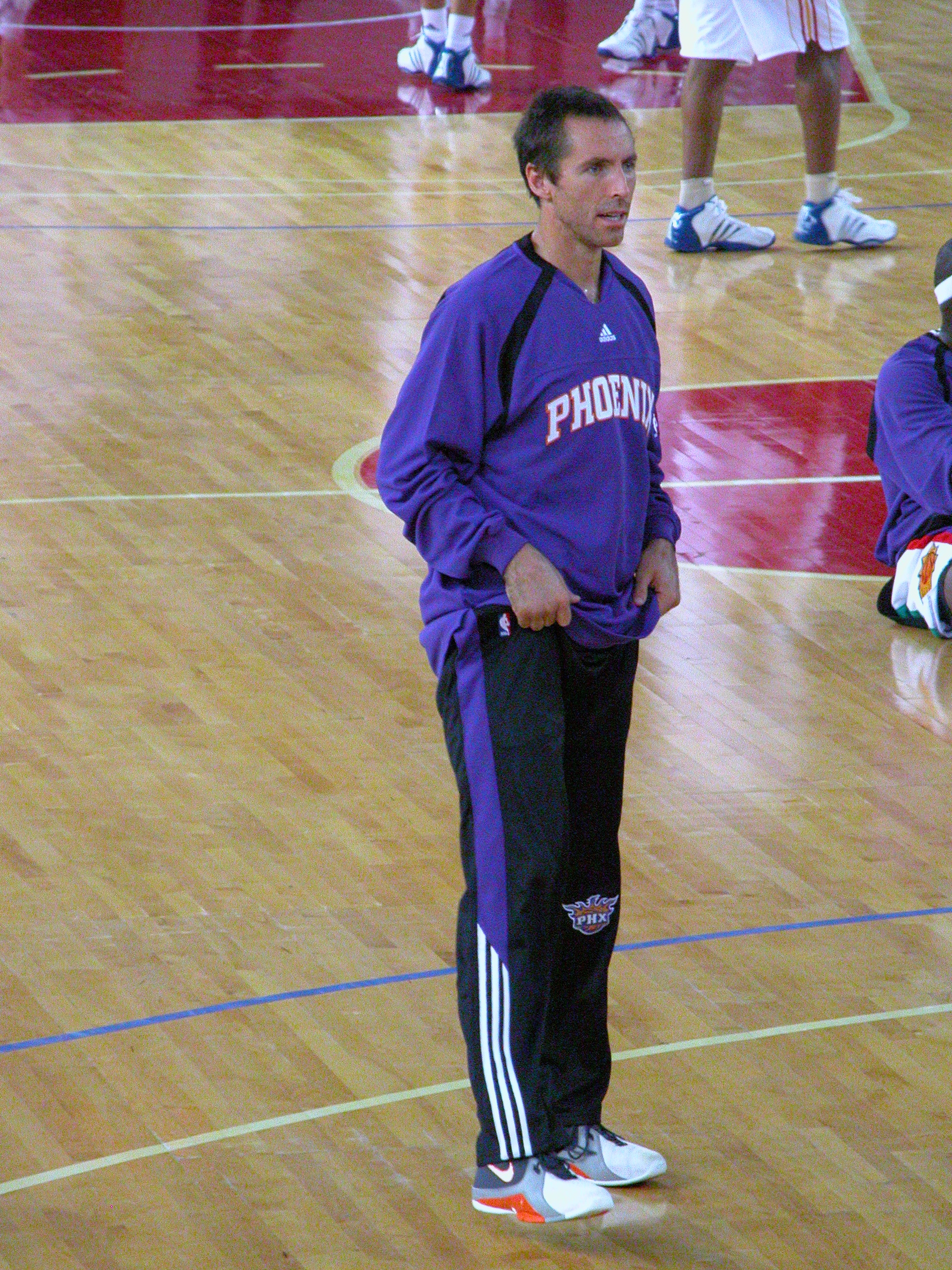
Nash volvió a Phoenix para triunfar siendo MVP.

Nada más comenzar 2004, Jerry Colangelo anunció que Phoenix Suns iban a ser vendidos a un grupo inversor, encabezado por el ejecutivo de San Diego Robert Sarver, por 401 millones de dólares. No obstante, la temporada 2004-05 marcó el retorno de los Suns a la élite de la NBA, terminando con el mejor registro de la NBA de 62-20, superando su propio récord de franquicia de la temporada 1992-93. Esto fue posible gracias a la readquisición del base all-star Steve Nash en el mercado de agentes libres de 2004, a pesar de que en un principio la decisión de gastarse un gran dinero en la ficha de un base de pasados los 30 años fue muy criticada. Nash cuajó una magnífica temporada, ganando el trofeo MVP de la NBA. Amare Stoudemire y Shawn Marion fueron nombrados All-Stars y el entrenador en su primer año, Mike D'Antoni, fue nombrado entrenador del año de la NBA.
En los playoffs de 2005, Phoenix fue el primer clasificado en la Conferencia Oeste, y debido a que tenía el mejor récord de la NBA, se garantizó tener ventaja en cuanto a los partidos en casa. Los Suns barrieron a los Memphis Grizzlies con un 4-0 y derrotaron a los cuartos en la clasificación Dallas Mavericks en la segunda ronda por 4-2, con Steve Nash forzando la prórroga en el sexto partido con un triple en los últimos segundos. En las finales de conferencia, los Suns se enfrentaron a los San Antonio Spurs, que ganaron la serie por 4-1, acabando con la espectacular temporada de Phoenix. Los Suns perdieron los dos primeros partidos en casa antes de caer en el tercer partido como visitante. En San Antonio lograron ganar el cuarto encuentro, pero de nuevo en casa volvieron a caer derrotados quedando finalmente eliminados. Amar'e Stoudemire promedió 37.0 puntos por partido, el más alto promedio conseguido por un jugador en sus primeras finales de conferencia.

#### 2005-2006: Lesiones y rivalidad con los Lakers

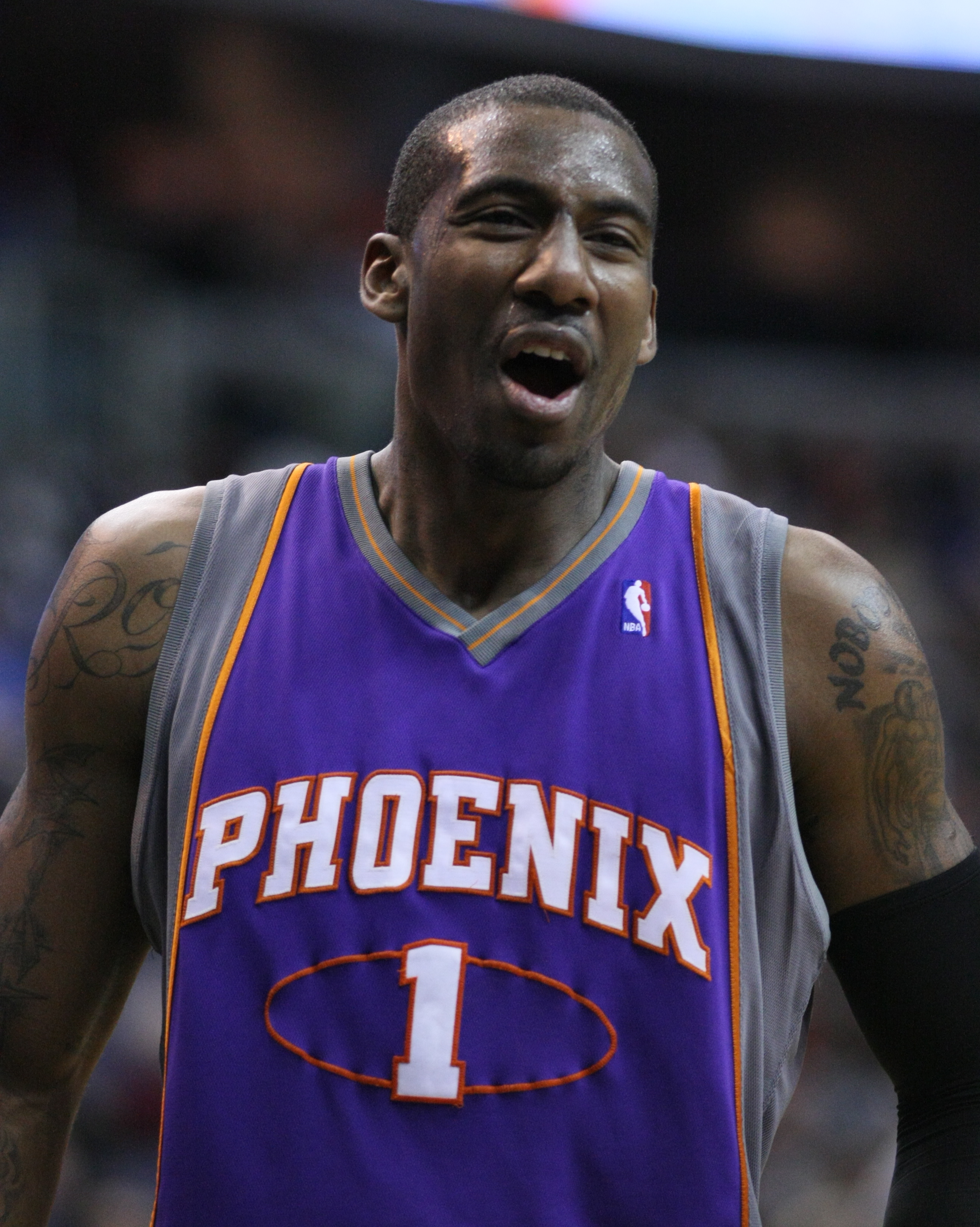
Stoudemire estuvo 8 temporadas en los Phoenix Suns.

La temporada 2005-06 empezó con un increíble y fatídico suceso, la microfractura en la rodilla de Amar'e Stoudemire que le llevó a ser operado el 18 de octubre de 2005. Se perdió todos los partidos de la temporada salvo tres. Además de este problema, el prometedor escolta Joe Johnson solicitó el traspaso a los Atlanta Hawks, de los que los Suns pudieron sacar a Boris Diaw y dos futuras elecciones de primera ronda. Las otras adquisiciones de este año fueron Raja Bell y Kurt Thomas. A pesar de la falta de jugadores, los Suns fueron capaces de ganar de nuevo la División Pacífico con un récord de 54-28 y quedando segundos en la Conferencia Oeste. Steve Nash fue galardonado con su segundo premio consecutivo Most Valuable Player Award de la NBA, siendo el segundo base (Magic Johnson fue el primero) en ganar este trofeo varias veces seguidas. También, Boris Diaw fue nombrado Jugador Más Mejorado.
Los Suns comenzaron los playoffs de 2006 como favoritos frente a Los Angeles Lakers. Tras ganar el primer partido en Phoenix, se vieron superados y llegaron a ir perdiendo por un sorprendente 3-1 con unas actuaciones impresionantes de Kobe Bryant, especialmente en el cuarto partido, donde el equipo de Los Ángeles remontó cinco puntos en los últimos 12 segundos, y Bryant anotó primero una bandeja para forzar la prórroga, y luego un tiro en suspensión sobre la bocina para ganar el partido en el tiempo extra.
Pero los Suns se repusieron y ganaron los últimos tres partidos para pasar a semifinales de conferencia. El quinto partido lo ganaron fácilmente, pero terminó con una mala noticia: Raja Bell, enzarzado en una continua "pelea" con Kobe Bryant durante todo el partido, terminó por agarrarle del cuello en una jugada cuando este se internaba a canasta, resultando en una expulsión y sanción por un partido para el jugador de los Suns. Esto desató la furia en Phoenix, que se quejaba de injusticia por los codazos y continuas faltas de los jugadores del equipo angelino, que siempre salían impunes. El sexto partido fue agónico, ganando los Suns en Los Ángeles in extremis, con Tim Thomas forzando una sufrida prórroga, dejando a los Lakers a 5 segundos y un tiro de dar la campanada en la serie. En el partido final en Phoenix, se vieron múltiples pancartas entre el público defendiendo a Bell y cargando contra Kobe, y finalmente los Suns se llevaron el gato al agua por 121-90, eliminando a los Lakers por primera vez desde 1993. Los Suns se convirtieron en el octavo equipo en la historia de la NBA en ganar una ronda de los playoffs después de ir perdiendo por 3-1.
En la segunda ronda, los Suns se enfrentaron a Los Angeles Clippers. La eliminatoria fue un toma y daca, con ambos equipos ganando partidos a domicilio. La serie iba 2-2 cuando los Suns dieron la cara para ganar sufridamente el quinto partido con una doble prórroga, para luego perder el sexto partido y finalmente llevarse la eliminatoria venciendo en el séptimo partido en el US Airways Center, ganando por un margen de 20 puntos el 22 de mayo de 2006.
Los Suns se vieron las caras con los Dallas Mavericks en las Finales de Conferencia Oeste. Phoenix se llevó el primer partido en Dallas por un solo punto y ganó el 30 de mayo en el cuarto partido. Los responsables de este logro (ante la lesión de Stoudemire) fueron Diaw, Bell (lesionado la mayoría de series) y Barbosa. Los Suns pelearon duramente en los partidos quinto y sexto, pero se notó la ausencia del lesionado tirador Bell y fueron eliminados el 3 de junio de 2006 en el sexto partido.

#### 2006-2007: Nace el 'Gafe de los Suns'

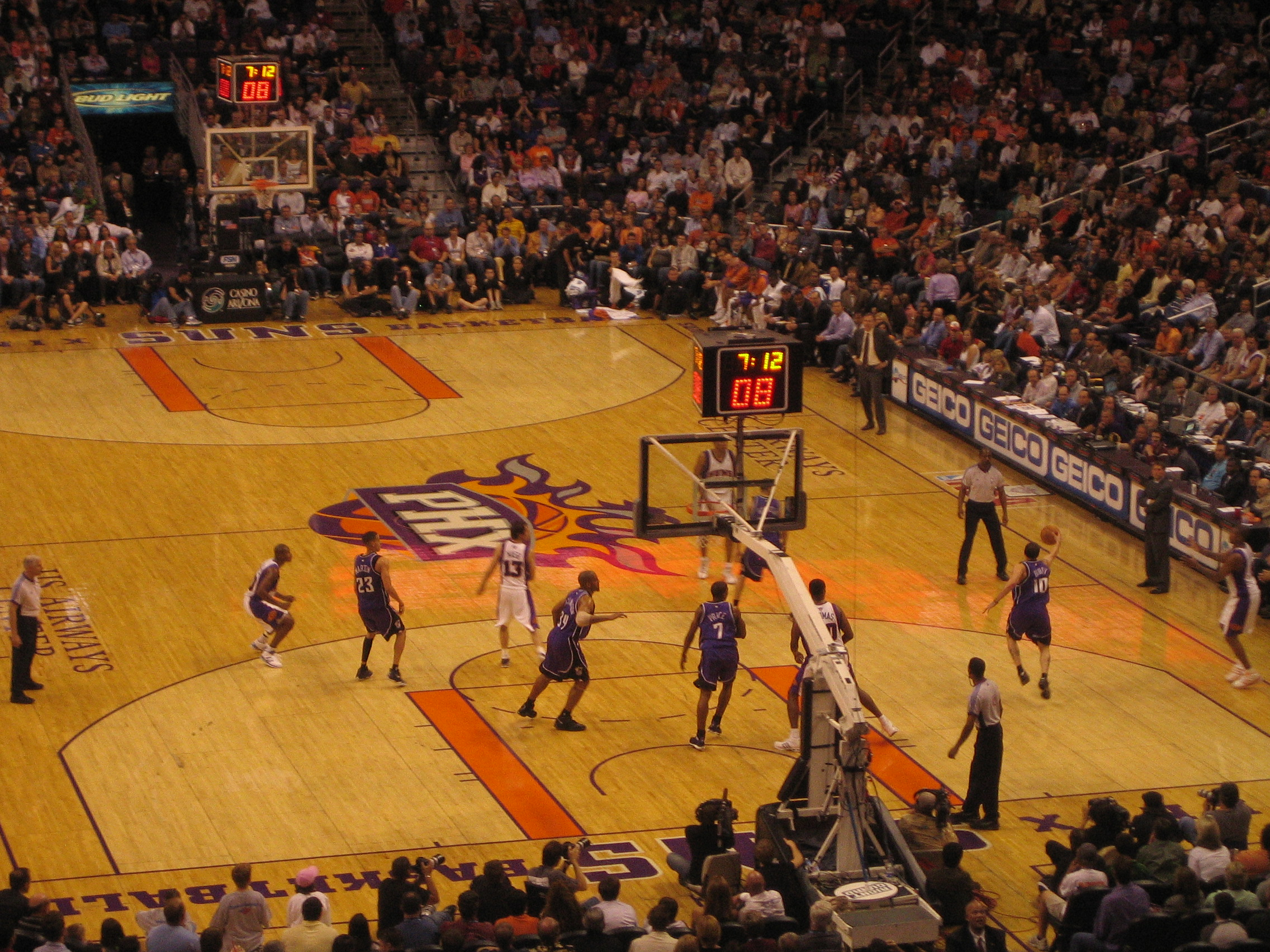
Partido contra los Kings en la temporada 2006-07.

En la pretemporada de 2006, los Suns contrataron a Marcus Banks, hasta el momento base de Minnesota Timberwolves, con un contrato de cinco años por 21 millones de dólares. Los Suns renovaron también al escolta/base Leandro Barbosa con un contrato a cinco años que comenzó en la temporada 2007-08 por 33 millones de dólares. Boris Diaw fue también renovado, dada su espectacular campaña, por cinco años a 45 millones de dólares.
Tras una temporada regular de 61 victorias y 21 derrotas, Steve Nash volvió a liderar la liga en asistencias y a guiar a Phoenix al segundo puesto de la Conferencia Oeste, por detrás de los Dallas Mavericks, lo que le llevó a estar a punto de lograr algo que pocos han conseguido: tres premios MVP seguidos. Al final, quedó segundo en unas discutidas votaciones en las que salió elegido Dirk Nowitzki, por otro lado muy amigo del canadiense por su etapa juntos en Dallas. Fue una decisión muy discutida, especialmente tras la sorprendente eliminación de los Mavs en primera ronda ante los Golden State Warriors. Además, Leandro Barbosa ganó el premio a Mejor Sexto Hombre de 2007, Raja Bell entró en el Primer Quinteto Defensivo y Amare Stoudemire junto con Nash entraron en el Mejor Quinteto NBA por primera y tercera vez respectivamente. Esto sin contar que las tres grandes estrellas de Phoenix, Nash, Stoudemire y Shawn Marion participaron en el All-Star Game de la NBA. Ya en la postemporada, se volvieron a encontrar con los Lakers en primera ronda de playoffs, eliminándoles esta vez fácilmente en cinco partidos, sin dar una sola oportunidad al equipo angelino.

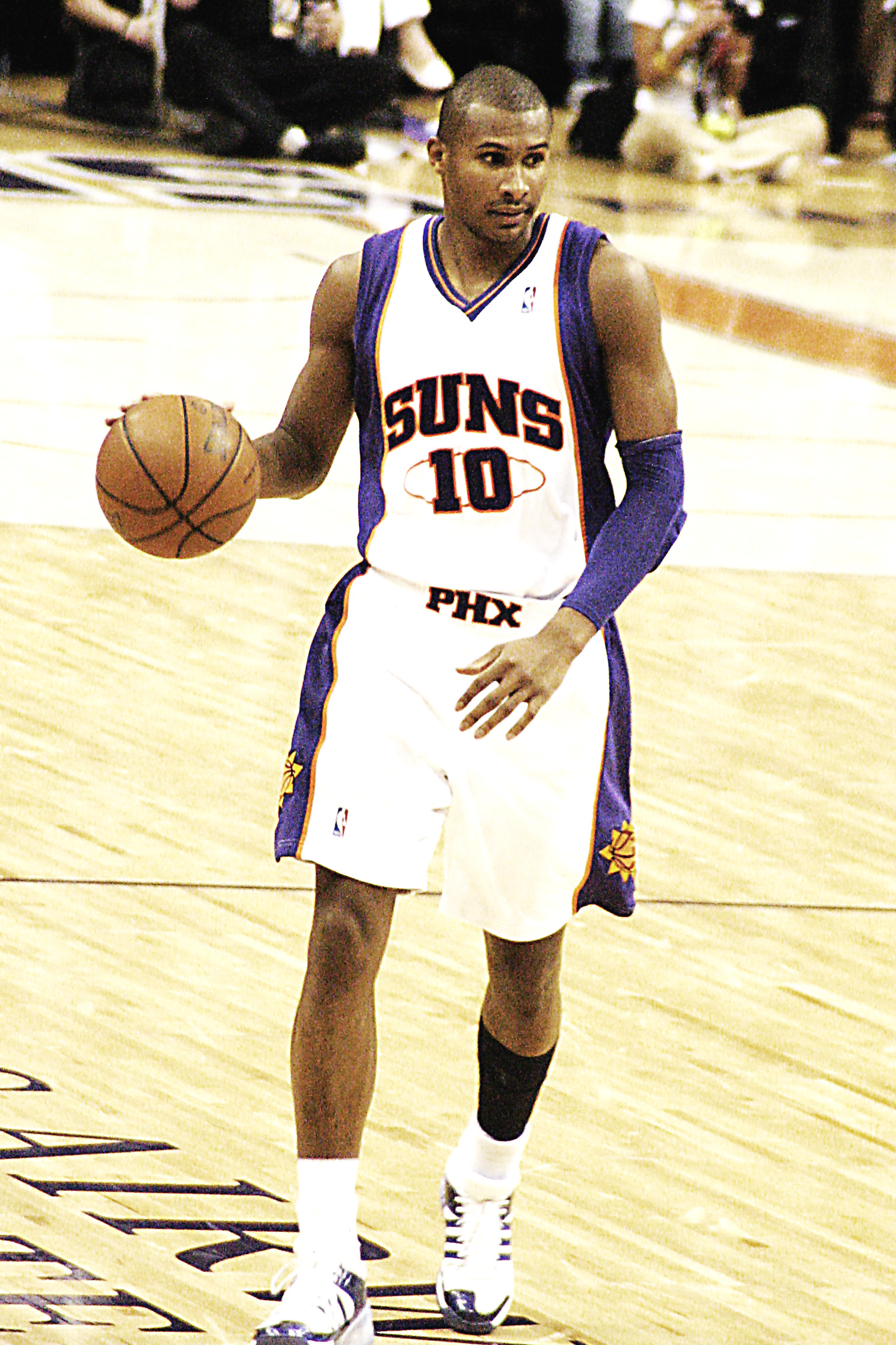
Leandro Barbosa, Mejor Sexto Hombre de 2007.

Sin embargo en semifinales de conferencia, los Spurs batieron a los Suns 4-2 en una eliminatoria envuelta en la polémica. San Antonio se llevó la 'ventaja de campo' al ganar el primer partido en Phoenix 111-106. Steve Nash se perdió el último minuto de partido, a la postre decisivo, por un encontronazo con Tony Parker que le dejó una brecha en la nariz que no se pudo cerrar a tiempo para que el canadiense volviese a pista. A esto, en el segundo partido en Phoenix se repartieron tiritas para la cara en señal de apoyo al dos veces MVP, y los locales respondiendo igualando la eliminatoria con una incontestable victoria por 101-81.
La serie se movió entonces a San Antonio, donde el tercer partido fue para los tejanos por 108-101 y el cuarto marcó el devenir de la eliminatoria. Los Suns ganaron y se hicieron de nuevo con la ventaja de cancha, pero a pocos segundos del final, Robert Horry agredió con un brutal codazo a Steve Nash, que lo estrelló contra la mesa de árbitros. Amare Stoudemire y Boris Diaw saltaron entonces del banquillo para remediar la situación, pero Mike D'Antoni les condujo de nuevo a sus sillas. Irónicamente, la sanción impuesta por la NBA y el comisionado David Stern fue de dos partidos para el suplente Horry, y un partido para Stoudemire y Diaw. Esto causó una conmoción en el mundo del baloncesto, con algunos incluso debatiendo el cambio de las leyes de la NBA por no ser claras, ya que la sanción venía de que los jugadores "habían abandonado su espacio más próximo en el banco". De nuevo en Phoenix, San Antonio volvió a ganar como visitante por un corto 88-85, para rematar en su ciudad 114-106 en el sexto partido.

#### 2007-2009: Llega Shaq
En verano de 2007, la franquicia realizó varios movimientos de importancia, como el fichaje del alero Grant Hill y el de Steve Kerr como gerente general y Presidente de Operaciones de Baloncesto. En el Draft de 2007 seleccionaron al español Rudy Fernández en la 24.ª posición, siendo traspasado poco después a Portland Trail Blazers a cambio de dinero. Alando Tucker fue elegido en el puesto 29 y D.J. Strawberry en la segunda ronda.

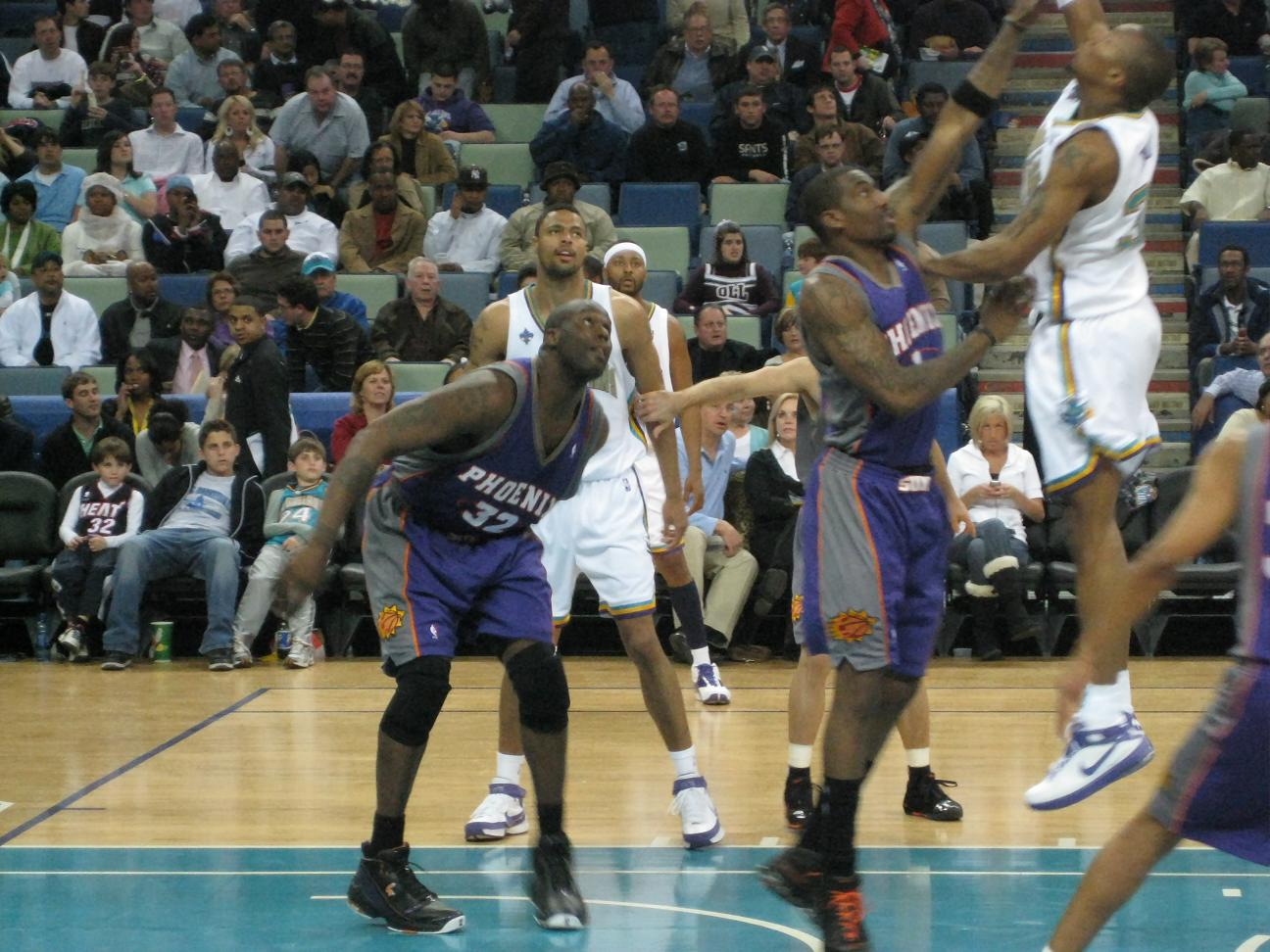
Shaquille O'Neal en un partido ante New Orleans Hornets.

El 6 de febrero de 2008, los Suns traspasaron a Shawn Marion y Marcus Banks a Miami Heat por Shaquille O'Neal, prometiendo en su presentación un anillo para los Suns. Poco menos de un mes después, el equipo fichó al croata Gordan Giricek como agente libre. Phoenix, que cuando hizo el traspaso Marion-O'Neal tenía el mejor récord de la Conferencia Oeste, solo ganó tres de los siguientes nueve partidos al intercambio.
A pesar de todo, los Suns finalizaron la temporada con un balance de 55 victorias y 27 derrotas. En playoffs, se vieron las caras un año más con San Antonio Spurs, siendo batidos por un contundente 4-1, esta vez una derrota sin paliativos. La serie prometía ser una de las más duras de la deslumbrante primera ronda, pero un emocionante primer partido en San Antonio, en el que Tim Duncan forzó una segunda prórroga con su primer triple convertido de la temporada, melló la moral del equipo de Arizona, que a partir de ahí, en ningún momento fue capaz de plantar cara a unos muy serios Spurs. En los últimos seis años, los Spurs han apeado en playoffs a los Suns en cuatro ocasiones.
El 10 de diciembre de 2008, envían a Boris Diaw, Raja Bell y Sean Singletary por Jason Richardson, Jared Dudley y una segunda ronda del draft de 2010 a Charlotte Bobcats. A pesar de la recuperación de Shaquille O'Neal en su juego (17.9 puntos, 8.5 rebotes y 1.5 tapones por partido), los Suns perdieron a Amare Stoudamire por gran parte de la temporada, lo que los llevó a quedarse afuera de los playoffs con un balance de 46-36.

#### 2009-2012: El fin de la era Nash
Nada más finalizar la temporada 2008-09, los Suns traspasaron a O'Neal a Cleveland Cavaliers a cambio de Sasha Pavlovic, Ben Wallace y una segunda ronda del draft de 2010. Pero ninguno de los dos jugadores llegaría a jugar en el equipo, acabando Wallace en los Pistons y Pavlovic en los Timberwolves. Los Suns hicieron una buena temporada, con Alvin Gentry en el banquillo, acabando la fase regular en la segunda posición de la División Pacífico, por detrás de los Lakers, quienes finalmente les derrotarían en playoffs, en las Finales de la Conferencia Oeste por 4-2.
Poco después de finalizar la temporada, Amar'e Stoudemire decidió no aceptar la oferta de renovación del equipo, firmando por cinco temporadas con los New York Knicks a cambio de 100 millones de dólares, poniendo fin a ocho años como jugador de los Suns. Los Suns se reconstruyeron a toda prisa, contratando a Josh Childress, Hedo Türkoğlu y Hakim Warrick. En diciembre de ese año, en un "trade" con Orlando Magic, llegaron Marcin Gortat, Vince Carter y Mickaël Piétrus a cambio de Jason Richardson, Earl Clark y el propio Hedo Türkoğlu. Para la 2010-11, los Suns adquirieron libre a Aaron Brooks.

### 2012-2016: Ignite The Future
En verano de 2012, los Suns hacían un "sign & trade" con Los Angeles Lakers, por el cual Steve Nash desembarcaba a los Lakers a cambio de diversas rondas de draft. Para ayudar en la reconstrucción del equipo, los Suns ficharon libres a Michael Beasley, Goran Dragić y Luis Scola. A su vez, en un "trade" a dos bandas con New Orleans Hornets y Minnesota Timberwolves, llegaban al equipo Wesley Johnson y Brad Miller a cambio de Robin López y Hakim Warrick. En septiembre de ese año, Channing Frye fue dado de baja debido a una miocardiopatía dilatada.
Luego de una temporada difícil para los Suns donde solamente firmaron 25 victorias de los 82 partidos jugados en la temporada regular (poco más del 30% de victorias). También es la segunda peor temporada en su historia, por detrás de la de 1968); se perderían por tercer año consecutivo la plaza para poder participar en los Playoffs. Los Suns, con un equipo debilitado no solamente por el bajo rendimiento sino además por una plantilla que carecía de talento como de juventud, decidió entonces generar una gran reestructuración despidiendo al entrenador y contratando a Jeff Hornacek (antiguo jugador de Phoenix Suns de 1986 a 1992, cuando fue cambiado a Philadelphia por Charles Barkley). Además, cambiaron la plantilla trayendo a jugadores de Indiana Pacers (el alero Gerald Green y el pívot Miles Plumlee) y a una futura primera elección del draft por el ala-pívot Luis Scola. De Washington Wizards trajeron a Emeka Okafor (a cambio de Marcin Gortat, Shannon Brown, Malcolm Lee y Kendall Marshall) y, mediante un traspaso a 3 bandas, recibieron de Milwaukee Bucks a Ish Smith y a Viacheslav Kravtsov (a cambio de Caron Butler y una segunda ronda ; los Bucks también recibieron un pick de los angelinios) y de Los Angeles Clippers a Eric Bledsoe (a cambio de Jared Dudley; los angelinos también recibieron al Buck J.J. Redick). A estos cambios, hay que sumar las elecciones correspondientes del Draft (Archie Goodwin y Alex Len) que completan la plantilla que compuso el equipo que pondría esperanzas en ser la resurrección.
Este conjunto respondió muy bien al inicio de la temporada regular 2013-14, completando en su primer mes un balance de 9 victorias y 8 derrotas para, al mes siguiente, cerrar el año con un balance que lo clasificaba en 2.º lugar de la División Pacífico con 19 victorias y 11 derrotas y 5.º en la general, y demostró cómo la nueva plantilla y la dirección de Jeff Hornacek pueden hacer que el equipo remonte a viejas glorias con un brillante futuro. En enero del 2014 Eric Bledsoe se lesiona los meniscos necesitando operación, por lo cual los Suns ficharon un contrato de 10 días, que al final se extendería por toda la temporada, con el antiguo base del equipo Leandro Barbosa. En febrero se anunció que Goran Dragić no participaría en el partido del All-Star pero que sí estaría en el Skill Challenge y que Miles Plumlee participaría en el Rising Star Game, ambos del All-Star Weekend.
Finalmente, Phoenix terminó la temporada 2013-14 con un récord de 48 victorias y 34 derrotas. Se convirtió, así, en el equipo con más partidos ganados en una temporada sin lograr entrar a los Playoffs, en la historia de la NBA. Por la buena temporada y la gran diferencia lograda de acuerdo a la temporada anterior, el entrenador Jeff Hornacek quedó en segundo lugar en la votación del Entrenador del Año de la NBA, detrás de Gregg Popovich. Igualmente, Goran Dragić ganó el premio al Jugador Más Mejorado de la NBA.
El 2 de enero de 2015 los Suns hicieron historia al ser el primer equipo en tener en pista a la vez dos parejas de hermanos, Goran y Zoran Dragić por un lado y Marcus y Markieff Morris por el otro.

### 2015-presente: La era de Devin Booker

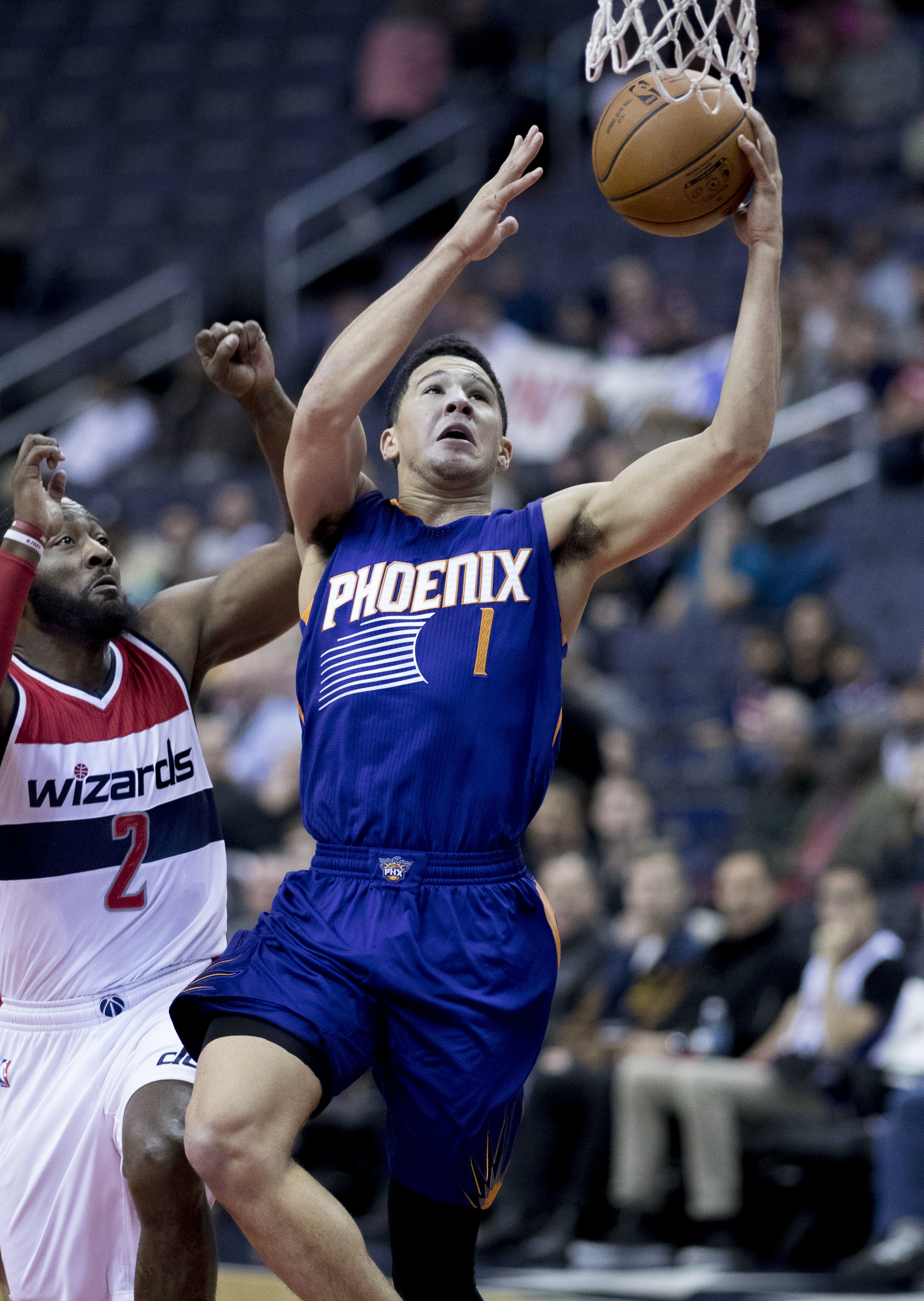
Devin Booker llegó a los Suns en 2015.

En el Draft de 2015 los Suns eligieron en la posición número 13 a Devin Booker, escolta procedente de la Universidad de Kentucky. Luego de las lesiones de Eric Bledsoe y Brandon Knight, el entrenador Jeff Hornacek le dio a Booker el puesto de titular, quien terminó promediando 13,8 puntos por partido. Esto lo convirtió en unos de los mejores novatos de la temporada y fue incluido en el mejor quinteto de rookies.
En el Draft de la NBA de 2016, los Phoenix Suns eligieron en la cuarta posición al joven croata de 18 años, Dragan Bender, proveniente del Maccabi Tel Aviv Basketball Club de Israel. Luego conseguirían a Marquese Chriss (8ª posición por Sacramento Kings), a cambio de Georgios Papagiannis (14ª elección) y Skal Labissière (28ª elección). Finalmente en la segunda ronda, elegirían a Tyler Ulis en el puesto 34 del draft.
A estos jugadores se suman las incorporaciones de dos veteranos que regresan a la plantilla de Arizona, Leandro Barbosa (tercera etapa la franquicia) y Jared Dudley (en su segunda etapa). Jon Leuer, Mirza Teletović y Ronnie Price fueron agentes libres y no renovados. Además el atlético Archie Goodwin fue cortado por el nuevo entrenador Earl Watson. Esta decisión dejó a muchos descontentos ya que, sobre el papel, este escolta era mejor que John Jenkins, quien también sería cortado más tarde. Ronnie Price firmaría por diez días con los Suns.
El 2 de mayo de 2018 los Suns nombraron a Igor Kokoškov nuevo entrenador del equipo, quien se convirtió en el primer técnico jefe europeo de la historia de la NBA. En el Draft de ese año eligieron al pívot bahameño Deandre Ayton con el pick uno. El rookie iba a tener una gran temporada y sería seleccionado al Primer Equipo de Rookies. Pero los Phoenix Suns no iban a tener la misma suerte y finalizarían nuevamente fuera de playoffs.
En el verano de 2019 James Jones se convirtió en el nuevo mánager general de la franquicia. Su primera decisión fue despedir a Kokoškov y reemplazarlo por Monty Williams. En la noche del Draft de la NBA de 2019, los Suns iban a traspasar su sexta elección a cambio de la undécima (Cameron Johnson) y Dario Šarić. Luego iban a negociar por Aron Baynes. Esto era un cambio de cara claro por parte de la gerencia, dirigida por James Jones, el nuevo general manager. La idea de traer experiencia ganadora al equipo terminó de formarse cuando se traspasó a TJ Warren para hacer espacio para un nuevo fichaje en la posición de base que era muy necesario. Es así como en la agencia libre los Suns ficharon a Ricky Rubio para que fuera el líder de estos Suns desde su veteranía.
Los Phoenix Suns comenzaron con una victoria aplastante frente a Sacramento Kings pero un dopaje positivo de Deandre Ayton bajaría todas las expectativas de playoffs para el equipo pese a arrancar con un récord de 7-2 a favor. Los Suns quedarían a cinco partidos de distancia con Memphis Grizzlies (que era el octavo), antes del parón de la NBA por la pandemia de COVID-19. Los Suns participaron en la Burbuja de la NBA en Disney para finalizar la temporada. Aunque estaban muy lejos de clasificarse para Playoffs, ganaron sus ocho partidos, pero no les valió para disputar las eliminatorias.
En la corta postemporada de 2020 los Suns traspasaron a Ricky Rubio, Kelly Oubre, Ty Jerome, Jalen Lecque y una primera ronda del Draft de 2022 a los Oklahoma City Thunder a cambio de Chris Paul y Abdel Nader. Otro refuerzo importante fue la contratación de Jae Crowder en la agencia libre. Con esos fichajes los Suns continuaron la tendencia ascendente de la Burbuja y acabaron la temporada con un balance de 51-21, el segundo mejor registro del Oeste y su mejor porcentaje de victorias desde 2007. La franquicia de Arizona terminó así su racha de once años fuera de Playoffs. El 30 de junio de 2021, ganaron la eliminatoria ante Los Angeles Clippers (4-2) y consiguieron llegar a sus primeras Finales de la NBA, 28 años después, en las que cayeron derrotados ante los Milwaukee Bucks de Giannis Antetokounmpo (2-4).
De cara a la temporada 2021-22 traspasan a Landry Shamet, e incorporan a Abdel Nader y JaVale McGee. Terminan la temporada regular con un balance de 64-18, mejor récord de la liga, campeón de su división, líder de conferencia, y clasificándose para playoffs por segundo año consecutivo. En playoffs vencen a New Orleans Pelicans en primera ronda (4-2), pero caen ante los Dallas Mavericks de Luka Dončić en el séptimo partido de semis (3-4).
En septiembre de 2022 el actual propietario, Robert Sarver, es sancionado por un año por la NBA, por lo que Sam Garvin ocupará el puesto de forma interina. El diciembre de 2022, el CEO de United Wholesale Mortgage, Mat Ishbia, hizo una oferta de $4000 millones para hacerse con la franquicia (incluyendo al equipo femenino de la WNBA, los Phoenix Mercury). La oferta fue aceptada por la NBA y se hizo oficial el 7 de febrero de 2023, por lo que con 43 años, Ishbia, se convirtió en el propietario más joven de la historia de la liga. De cara a la 2022-23 el equipo no realizó ningún movimiento significativo durante el verano, pero en febrero logran el traspaso de Kevin Durant y T. J. Warren a cambio de Mikal Bridges, Cam Johnson y Jae Crowder. Así, finalizaron la temporada cuartos de su conferencia y clasificándose para playoffs por tercer año consecutivo. En postemporada vencen a los Clippers en primera ronda (4-1), pero caen ante los Denver Nuggets de Nikola Jokić (2-4) en semifinales de conferencia.
Antes del draft de 2023 traspasan a Chris Paul y Landry Shamet a los Wizards, a cambio de Bradley Beal.

## Trayectoria
Nota: G: Partidos ganados; P:Partidos perdidos; %:porcentaje de victorias
| Temporada    | G    | P    | %    | Play-offs                                                                               | Resultado                                                                                  |
| ------------ | ---- | ---- | ---- | --------------------------------------------------------------------------------------- | ------------------------------------------------------------------------------------------ |
| Phoenix Suns |      |      |      |                                                                                         |                                                                                            |
| 1968-69      | 16   | 66   | .195 |                                                                                         |                                                                                            |
| 1969-70      | 39   | 43   | .476 | Pierde Semifinales División                                                             | LA Lakers 4, Phoenix 3                                                                     |
| 1970-71      | 48   | 34   | .585 |                                                                                         |                                                                                            |
| 1971-72      | 49   | 33   | .598 |                                                                                         |                                                                                            |
| 1972-73      | 38   | 44   | .463 |                                                                                         |                                                                                            |
| 1973-74      | 30   | 52   | .366 |                                                                                         |                                                                                            |
| 1974-75      | 32   | 50   | .390 |                                                                                         |                                                                                            |
| 1975-76      | 42   | 40   | .512 | Gana Semifinales Conferencia Gana Finales Conferencia Pierde Finales NBA                | Phoenix 4, Seattle 2 Phoenix 4, Golden State 3 Boston 4, Phoenix 2                         |
| 1976-77      | 34   | 48   | .415 |                                                                                         |                                                                                            |
| 1977-78      | 49   | 33   | .598 | Pierde 1.ª Ronda                                                                        | Milwaukee 4, Phoenix 0                                                                     |
| 1978-79      | 50   | 32   | .610 | Gana 1.ª Ronda Gana Semifinales Conferencia Pierde Finales Conferencia                  | Phoenix 2, Portland 1 Phoenix 4, Kansas City 1 Seattle 4, Phoenix 3                        |
| 1979-80      | 55   | 27   | .671 | Gana 1.ª Ronda Pierde Semifinales Conferencia                                           | Phoenix 2, Kansas City 1 LA Lakers 4, Phoenix 1                                            |
| 1980-81      | 57   | 25   | .695 | Pierde Semifinales Conferencia                                                          | Kansas City 4, Phoenix 3                                                                   |
| 1981-82      | 46   | 36   | .561 | Gana 1.ª Ronda Pierde Semifinales Conferencia                                           | Phoenix 2, Denver 1 LA Lakers 4, Phoenix 0                                                 |
| 1982-83      | 53   | 29   | .646 | Pierde 1.ª Ronda                                                                        | Denver 2, Phoenix 1                                                                        |
| 1983-84      | 41   | 41   | .500 | Gana 1.ª Ronda Gana Semifinales Conferencia Pierde Finales Conferencia                  | Phoenix 3, Portland 2 Phoenix 4, Utah 2 LA Lakers 4, Phoenix 2                             |
| 1984-85      | 36   | 46   | .439 | Pierde 1.ª Ronda                                                                        | LA Lakers 3, Phoenix 0                                                                     |
| 1985-86      | 32   | 50   | .390 |                                                                                         |                                                                                            |
| 1986-87      | 36   | 46   | .439 |                                                                                         |                                                                                            |
| 1987-88      | 24   | 54   | .341 |                                                                                         |                                                                                            |
| 1988-89      | 55   | 27   | .671 | Gana 1.ª Ronda Gana Semifinales Conferencia Pierde Finales Conferencia                  | Phoenix 3, Denver 0 Phoenix 4, Golden State 1 LA Lakers 4, Phoenix 0                       |
| 1989-90      | 54   | 28   | .659 | Gana 1.ª Ronda Gana Semifinales Conferencia Pierde Finales Conferencia                  | Phoenix 3, Utah 2 Phoenix 4, LA Lakers 1 Portland 4, Phoenix 2                             |
| 1990-91      | 55   | 27   | .671 | Pierde 1.ª Ronda                                                                        | Utah 3, Phoenix 1                                                                          |
| 1991-92      | 53   | 29   | .646 | Gana 1.ª Ronda Pierde Semifinales Conferencia                                           | Phoenix 3, San Antonio 0 Portland 4, Phoenix 1                                             |
| 1992-93      | 62   | 20   | .756 | Gana 1.ª Ronda Gana Semifinales Conferencia Gana Finales Conferencia Pierde Finales NBA | Phoenix 3, LA Lakers 2 Phoenix 4, San Antonio 2 Phoenix 4, Seattle 3 Chicago 4, Phoenix 2  |
| 1993-94      | 56   | 26   | .683 | Gana 1.ª Ronda Pierde Semifinales Conferencia                                           | Phoenix 3, Golden State 0 Houston 4, Phoenix 3                                             |
| 1994-95      | 59   | 23   | .720 | Gana 1.ª Ronda Pierde Semifinales Conferencia                                           | Phoenix 3, Portland 0 Houston 4, Phoenix 3                                                 |
| 1995-96      | 41   | 41   | .500 | Pierde 1.ª Ronda                                                                        | San Antonio 3, Phoenix 1                                                                   |
| 1996-97      | 40   | 42   | .488 | Pierde 1.ª Ronda                                                                        | Seattle 3, Phoenix 2                                                                       |
| 1997-98      | 56   | 26   | .683 | Pierde 1.ª Ronda                                                                        | San Antonio 3, Phoenix 1                                                                   |
| 1998-99      | 27   | 23   | .540 | Pierde 1.ª Ronda                                                                        | Portland 3, Phoenix 0                                                                      |
| 1999-00      | 53   | 29   | .646 | Gana 1.ª Ronda Pierde Semifinales Conferencia                                           | Phoenix 3, San Antonio 1 LA Lakers 4, Phoenix 1                                            |
| 2000-01      | 51   | 31   | .623 | Pierde 1.ª Ronda                                                                        | Sacramento 3, Phoenix 1                                                                    |
| 2001-02      | 36   | 46   | .439 |                                                                                         |                                                                                            |
| 2002-03      | 44   | 38   | .537 | Pierde 1.ª Ronda                                                                        | San Antonio 4, Phoenix 2                                                                   |
| 2003-04      | 29   | 53   | .354 |                                                                                         |                                                                                            |
| 2004-05      | 62   | 20   | .756 | Gana 1.ª Ronda Gana Semifinales Conferencia Pierde Finales Conferencia                  | Phoenix 4, Memphis 0 Phoenix 4, Dallas 2 San Antonio 4, Phoenix 1                          |
| 2005-06      | 54   | 28   | .659 | Gana 1.ª Ronda Gana Semifinales Conferencia Pierde Finales Conferencia                  | Phoenix 4, LA Lakers 3 Phoenix 4, LA Clippers 3 Dallas 4, Phoenix 2                        |
| 2006-07      | 61   | 21   | .744 | Gana 1.ª Ronda Pierde Semifinal Conferencia                                             | Phoenix 4, LA Lakers 1 San Antonio 4, Phoenix 2                                            |
| 2007-08      | 55   | 27   | .671 | Pierde 1.ª Ronda                                                                        | San Antonio 4, Phoenix 1                                                                   |
| 2008-09      | 46   | 36   | .561 |                                                                                         |                                                                                            |
| 2009-10      | 54   | 28   | .659 | Gana 1.ª Ronda Gana Semifinales Conferencia Pierde Finales Conferencia                  | Phoenix 4, Portland 2 Phoenix 4, San Antonio 0 LA Lakers 4, Phoenix 2                      |
| 2010-11      | 40   | 42   | .488 |                                                                                         |                                                                                            |
| 2011-12      | 33   | 33   | .500 |                                                                                         |                                                                                            |
| 2012-13      | 25   | 57   | .305 |                                                                                         |                                                                                            |
| 2013-14      | 48   | 34   | .585 |                                                                                         |                                                                                            |
| 2014-15      | 39   | 43   | .475 |                                                                                         |                                                                                            |
| 2015-16      | 23   | 59   | .280 |                                                                                         |                                                                                            |
| 2016-17      | 24   | 58   | .293 |                                                                                         |                                                                                            |
| 2017-18      | 21   | 61   | .256 |                                                                                         |                                                                                            |
| 2018-19      | 19   | 63   | .232 |                                                                                         |                                                                                            |
| 2019-20      | 34   | 39   | .466 |                                                                                         |                                                                                            |
| 2020-21      | 51   | 21   | .708 | Gana 1.ª Ronda Gana Semifinales Conferencia Gana Finales Conferencia Pierde Finales NBA | Phoenix 4, LA Lakers 2 Phoenix 4, Denver 0 Phoenix 4, LA Clippers 2 Milwaukee 4, Phoenix 2 |
| 2021-22      | 64   | 18   | .780 | Gana 1.ª Ronda Pierde Semifinales Conferencia                                           | Phoenix 4, New Orleans 2 Dallas 4, Phoenix 3                                               |
| 2022-23      | 45   | 37   | .549 | Gana 1.ª Ronda Pierde Semifinales Conferencia                                           | Phoenix 4, Clippers 1 Denver 4, Phoenix 2                                                  |
| 2023-24      | 49   | 33   | .598 | Pierde 1.ª Ronda                                                                        | Phoenix 0, Timberwolves 4                                                                  |
| 2024-25      | 36   | 46   | .439 |                                                                                         |                                                                                            |
| Totales      | 2465 | 2142 | .535 |                                                                                         |                                                                                            |
| Playoffs     | 160  | 164  | .494 |                                                                                         |                                                                                            |

## Jugadores notables

### Miembros delBasketball Hall of Fame
- Charles Barkley
- Jerry Colangelo
- Daniel Wallen
- Gail Goodrich
- Steve Nash
- Grant Hill
- Jason Kidd

### Números retirados
- 5 Dick Van Arsdale
- 6 Walter Davis
- 7 Kevin Johnson
- 9 Dan Majerle
- 13 Steve Nash
- 24 Tom Chambers
- 31 Shawn Marion
- 33 Alvan Adams
- 34 Charles Barkley
- 42 Connie Hawkins
- 44 Paul Westphal
- 832 Cotton Fitzsimmons (Entrenador)

### Equipo del Siglo
El equipo del siglo de Phoenix Suns votado por los fanes fue:
PRIMER EQUIPO
- Kevin Johnson, 1988-2000
- Jason Kidd, 1996-2001
- Charles Barkley, 1992-1996
- Tom Chambers, 1988-1993
- Alvan Adams, 1975-1988
- Entrenador: Paul Westphal, 1992-96

SEGUNDO EQUIPO
- Paul Westphal, 1975-1980
- Dan Majerle, 1988-95, 2001-2002
- Connie Hawkins 1969-1973
- Walter Davis, 1977-1988
- Mark West, 1987-94, 1999-2000
- Entrenador: Cotton Fitzsimmons, 1970-1972, 1988-1992 & 1996

### Equipo del 40.ª Aniversario
El equipo de los Suns del 40.ª aniversario, seleccionado por los fanes a través de internet, fue desvelado el 3 de enero de 2008, cuando los Suns derrotaron a Seattle SuperSonics por 104-96, celebrando la temporada 40.ª de la franquicia. El primer encuentro en la historia de los Suns fue precisamente ante los Sonics en 1968.
Bases:
- Dick Van Arsdale
- Kevin Johnson
- Steve Nash
- Walter Davis
- Paul Westphal

Aleros:
- Dan Majerle
- Connie Hawkins
- Tom Chambers
- Charles Barkley
- Shawn Marion

Pívots:
- Amar'e Stoudemire
- Alvan Adams

### Líderes históricos
- Partidos - Alvan Adams (988)
- Minutos jugados - Alvan Adams (27.203)
- Puntos - Walter Davis (15.666)
- Asistencias - Steve Nash (7.725)
- Rebotes totales - Alvan Adams (6.937)
- Rebotes defensivos - Alvan Adams (4.922)
- Rebotes ofensivos - Alvan Adams (2.015)
- Tiros de campo anotados- Walter Davis (6.497)
- Tiros de campo intentados - Walter Davis (12.497)
- Triples anotados - Steve Nash (882)
- Triples intentados - Dan Majerle (2.200)
- Porcentaje triples - Steve Nash (0.470)
- Tiros libres anotados - Kevin Johnson (3.851)
- Tiros libres intentados - Kevin Johnson (4.579)
- Porcentaje tiros libres - Steve Nash (0.938)
- Robos de balón - Alvan Adams (1.289)
- Tapones - Larry Nance (940)
- Pérdidas - Alvan Adams (2.194)
- Faltas personales - Alvan Adams (3.214)

## Gestión

### General Managers
| GM              | Periodo       |
| --------------- | ------------- |
| Jerry Colangelo | 1968–1994     |
| Bryan Colangelo | 1994–2006     |
| Mike D'Antoni   | 2006–2007     |
| Steve Kerr      | 2007–2010     |
| Lance Blanks    | 2010–2013     |
| Lon Babby       | 2013          |
| Ryan McDonough  | 2013–2018     |
| Trevor Bukstein | 2018–2019     |
| James Jones     | 2018–2025     |
| Brian Gregory   | 2025-presente |

## Premios
| MVP de la Temporada - Charles Barkley - 1993 - Steve Nash - 2005, 2006 MVP del All-Star Game - Shaquille O'Neal - 2009 Rookie del Año - Alvan Adams - 1976 - Walter Davis - 1978 - Amar'e Stoudemire - 2003 Mejor Sexto Hombre - Eddie Johnson - 1989 - Danny Manning - 1998 - Rodney Rogers - 2000 - Leandro Barbosa - 2007 Jugador Más Mejorado - Kevin Johnson - 1989 - Boris Diaw - 2006 - Goran Dragić - 2014 Mejor Entrenador del Año - Cotton Fitzsimmons - 1989 - Mike D'Antoni - 2005 - Monty Williams - 2022 Ejecutivo del Año - James Jones - 2021 Mejor Jugador ESPY - Charles Barkley - 1994 - Steve Nash - 2005 Jugador Más Deportivo - Grant Hill - 2008, 2010 | Mejor Quinteto de la Temporada - Connie Hawkins - 1970 - Paul Westphal - 1977, 1979, 1980 - Dennis Johnson - 1981 - Charles Barkley - 1993 - Jason Kidd - 1999, 2000, 2001 - Steve Nash - 2005, 2006, 2007 - Amar'e Stoudemire - 2007 - Devin Booker - 2022 Segundo Mejor Quinteto de la Temporada - Paul Westphal - 1978 - Walter Davis - 1978, 1979 - Kevin Johnson - 1989, 1990, 1991, 1994 - Tom Chambers - 1989, 1990 - Charles Barkley - 1994, 1995 - Amar'e Stoudemire - 2005, 2008, 2010 - Steve Nash - 2008, 2010 - Chris Paul - 2021 - Kevin Durant - 2024 Tercer Mejor Quinteto de la Temporada - Kevin Johnson - 1992 - Charles Barkley - 1996 - Stephon Marbury - 2003 - Shawn Marion - 2005, 2006 - Shaquille O'Neal - 2009 - Goran Dragić - 2014 - Chris Paul - 2022 - Devin Booker - 2024 | Mejor Quinteto Defensivo - Don Buse - 1978, 1979, 1980 - Dennis Johnson - 1981, 1982, 1983 - Jason Kidd - 1999, 2001 - Raja Bell - 2007 - Mikal Bridges - 2022 Segundo Mejor Quinteto Defensivo - Paul Silas - 1971, 1972 - Dick Van Arsdale - 1973 - Dan Majerle - 1991, 1993 - Jason Kidd - 2000 - Clifford Robinson - 2000 Mejor Quinteto de Rookies - Gary Gregor - 1969 - Mike Bantom - 1974 - John Shumate - 1976 - Alvan Adams - 1976 - Ron Lee - 1977 - Walter Davis - 1978 - Armon Gilliam - 1988 - Michael Finley - 1996 - Amar'e Stoudemire - 2003 - Devin Booker – 2016 - Deandre Ayton - 2019 Segundo Mejor Quinteto de Rookies - Richard Dumas - 1993 - Wesley Person - 1995 - Shawn Marion - 2000 - Joe Johnson - 2002 - Marquese Chriss - 2017 - Josh Jackson - 2018 |